# Bagnasco
Bagnasco (piemontiul: Bagnasch) település Olaszországban, Piemont régióban, Cuneo megyében. Lakosainak száma 965 fő (2023. január 1.). Bagnasco Battifollo, Calizzano, Lisio, Massimino, Perlo, Priola, Viola és Nucetto községekkel határos.

## Népesség
A település népességének változása:
| Lakosok száma | 1019 | 1014 | 965  |
|               | 2017 | 2018 | 2023 |